# Kherti
("Testi delle piramidi", 264)

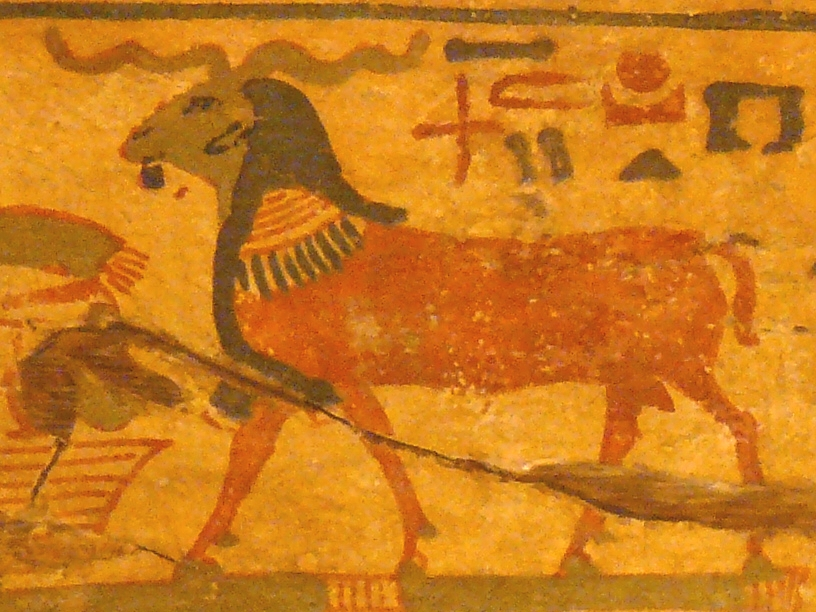
Numerose divinità egizie, fra cui Khenti, erano rappresentate in forma di ariete. Qui un ariete dipinto sul sarcofago ligneo del sacerdote Amenemhat della XXI dinastia. Museo archeologico nazionale di Spagna.

Kherti è una divinità egizia appartenente alla religione dell'antico Egitto. Benché sia archeologicamente attestato sin dall'inizio della II dinastia egizia, il suo ruolo mitologico durante tale epoca non è chiaro: la sua prima descrizione mitologica risale infatti ai "Testi delle piramidi" della VI dinastia. La sua natura era ambiguamente minacciosa e protettiva.

## Descrizione
La prima immagine di Kherti risale all'inizio della II dinastia, precisamente ai regni dei faraoni Hotepsekhemwy e Raneb (prima metà del XXIX secolo a.C.). Compare come un ariete mummificato, in posizione accovacciata; tale iconografia è sempre accompagnata dai geroglifici del mattatoio e della forma di pane, la cui lettura complessiva è "Kherti", comunemente interpretato come "Massacratore". La forma d'ariete ha consentito di associarlo al dio Khnum, dalle caratteristiche ctonie come Khenti.

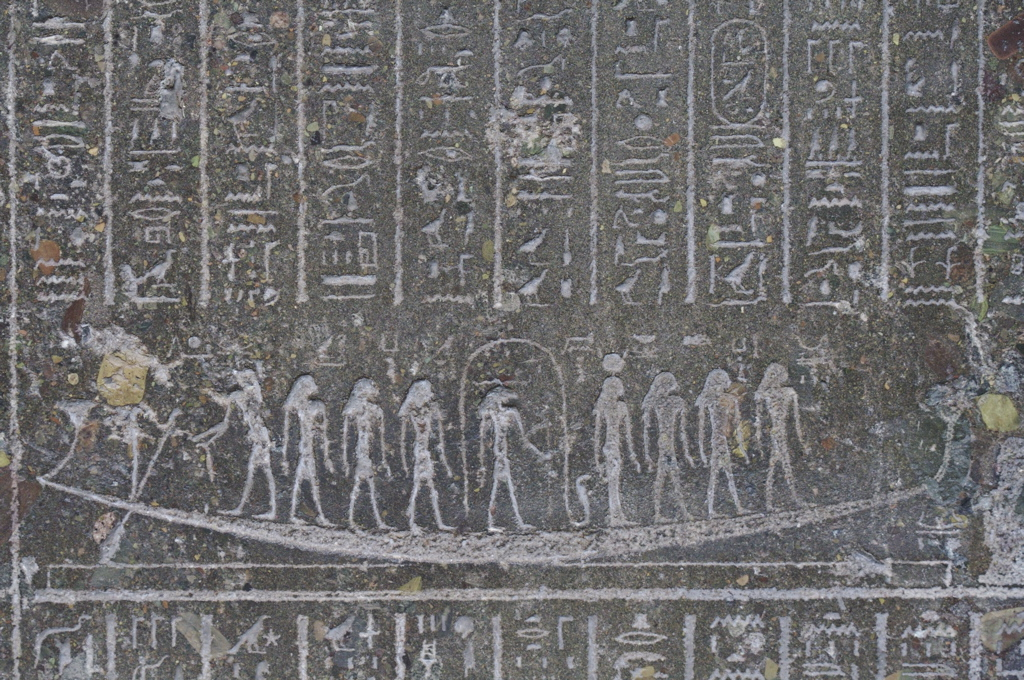
La barca solare del dio Ra, incisa su un reperto al British Museum di Londra. Il "Libro dei morti" indica Kherti come una delle numerosissime divinità a bordo di essa.

## Culto
Kherti fu venerato fin dall'inizio della II dinastia. Il suo nome compare per la prima volta su una coppa di pietra di re Sneferka (ca. 2900 a.C.). Coppe in pietra risalenti al faraone Peribsen, della medesima dinastia, menzionano per la prima volta il titolo sacerdotale di "Servo del dio Kherti" (Hem Netjer Kherti). Il centro del suo culto fu la città di Khem (la greca Letopoli, odierna Ausim), mentre ebbe secondaria importanza il centro di Nesat (mai individuato).

## Caratteristiche
Kherti era una divinità funeraria dalle caratteristiche contraddittorie: i "Testi delle piramidi" rivelano che fu inizialmente venerato come una guida, un traghettatore del faraone defunto nell'Aldilà. Avrebbe dovuto inoltre proteggere il re morto da vari demoni (inmetiu) mandati da Seth. D'altro lato, Kherti era temuto come personificazione della morte, un dio "che si insedia nel cuore dell'uomo" facendo sì che smetta di battere. I "Testi delle piramidi" rivelano un interessante dettaglio: Kherti avrebbe attaccato i cuori fisici (Khat) dei morenti, non il cuore metafisico e simbolico (Ib) ritenuto la sede delle emozioni e dei pensieri. Per questa ragione, esistono numerose preghiere ed esortazioni a Kherti finalizzate a rabbonirlo e pacificarlo. Altre invocazioni chiedono a Ra di "tenere il re defunto lontano da Kherti". Queste ultime contengono anche riferimenti a Osiride, il giudice dei morti: così, Kherti e Osiride furono mitologicamente connessi. 
Kherti non compare mai nei famosi "Testi dei sarcofagi" del Medio Regno, venendo allora rimpiazzato dall'altro dio-traghettatore Aker. Nelle preghiere del "Libro dei morti", Kherti è descritto come un guardiano che conduce la barca celeste di Ra.